# David Lee (volley-ball)
Pour les articles homonymes, voir David Lee et Lee.
David Lee est un joueur américain de volley-ball né le 8 mars 1982 à Alpine (Californie). Il mesure 2,03 m et joue central. Il totalise 104 sélections en équipe des États-Unis.

## Clubs
| Club                        | Pays       | De        | À         |
| --------------------------- | ---------- | --------- | --------- |
| Long Beach State University | États-Unis | 2000-2001 | 2004-2005 |
| Rennes Étudiants Club       | France     | 2005-2006 | 2005-2006 |
| Halkbank Ankara             | Turquie    | 2006-2007 | 2007-2008 |
| Trenkwalder Modène          | Italie     | 2008-2009 | …         |

## Palmarès
- Jeux Olympiques (1)
  - Vainqueur : 2008
- Ligue mondiale (1)
  - Vainqueur : 2008
- Jeux panaméricains (1)
  - Vainqueur : 2006
- Copa America (1)
  - Vainqueur : 2005